# Giải Francqui
Giải Francqui là một giải thưởng khoa học có uy tín lớn của Bỉ, được Quỹ Francqui trao hàng năm cho các học giả hoặc nhà khoa học Bỉ trẻ (dưới 50 tuổi) có đóng góp đáng kể cho khoa học từ năm 1933. Giải được đặt theo tên Emile Francqui.
Giải gồm một khoản tiền 150.000 €, và được trao luân phiên 3 năm cho 3 ngành chính: khoa học chính xác, khoa học xã hội, và Sinh học hoặc Y học.
Giải này nhằm khuyến khích các nhà khoa học trẻ tiếp tục nghiên cứu chuyên sâu, hơn là tưởng thưởng cho công trình đoạt giải này.

## Các người đoạt giải
Thế kỷ 20
| - 1933: Henri Pirenne - 1934: Georges Lemaitre - 1936: Frans Cumont - 1938: Jacques Errera - 1940: Pierre Nolf - 1946: François-L. Ganshof - 1946: Frans-H. van den Dungen - 1946: Marcel Florkin - 1948: Léon H. Dupriez - 1948: Marc de Hemptinne - 1948: Zénon-M. Bacq - 1948: Pol Swings - 1948: Jean Brachet - 1949: Léon Rosenfeld - 1950: Paul Harsin - 1951: Henri Koch - 1952: Florent Bureau - 1953: Claire Preaux - 1953: Etienne Lamotte - 1954: Raymond Jeener - 1955: Ilya Prigogine (giải Nobel Hóa học năm 1977) - 1956: Louis Remacle |  | - 1957: Lucien Massart - 1958: Léon Van Hove - 1959: Gérard Garitte - 1960: Christian de Duve (giải Nobel Y học năm 1974) - 1961: Adolphe Van Tiggelen - 1961: Jules Duchesne - 1962: Chaïm Perelman - 1963: Hubert Chantrenne - 1964: Paul Ledoux - 1965: Roland Mortier - 1966: Henri G. Hers - 1967: José J. Fripiat - 1968: Jules Horrent - 1969: Isidoor Leusen - 1970: Radu Balescu - 1971: Georges Thines - 1972: Jean-Edouard Desmedt - 1973: Pierre Macq - 1974: Raoul van Caenegem - 1975: René Thomas - 1976: Walter Fiers - 1977: Jacques Taminiaux |  | - 1978: Jacques Nihoul - 1979: Jozef Schell - 1980: Jozef IJsewijn - 1981: André Trouet - 1982: François Englert - 1983: Alexis Jacquemin - 1984: Désiré Collen - 1985: Amand Lucas - 1986: Marc Wilmet - 1987: Jacques Urbain - 1988: Pierre van Moerbeke - 1989: Pierre Pestieau - 1990: Thierry Boon - 1991: Jean-Marie Andre - 1992: Géry van Outryve d'Ydewalle - 1993: Gilbert Vassart - 1994: Eric G. Derouane - 1995: Claude d'Aspremont Lynden - 1996: Etienne Pays - 1997: Jean-Luc Brédas - 1998: Mathias Dewatripont - 1999: Marc Parmentier |

Thế kỷ 21
- 2000: Marc Henneaux
- 2000: Eric Remacle và Paul Magnette (giải Francqui đặc biệt cho nghiên cứu châu Âu)
- 2001: Philippe Van Parijs
- 2002: Peter Carmeliet
- 2003: Michel Van Den Bergh
- 2004: Marie-Claire Foblets
- 2005: Dirk Inzé
- 2006: Pierre Gaspard
- 2007: François de Callataÿ
- 2008: Michel Georges
- 2009: Eric Lambin
- 2010: François Maniquet
- 2011: Pierre Vanderhaegen
- 2012: Conny Aerts
- 2013: Olivier De Schutter
- 2014: Bart Lambrecht